# Wohnhäuser der Meierei
Die Wohnhäuser der Meierei in der Erbacher Straße 125 sind Bauwerke in Darmstadt. 

## Geschichte und Beschreibung
Die zwei kleinen Fachwerkhäuser – ein größeres Wohnhaus am Eingang zum Hof und ein kleineres im hinteren Bereich des Areals – haben ein reiches, gut erhaltenes Sichtfachwerk.
Die beiden Wohnhäuser stammen aus der Zeit um das Jahr 1900 und gehörten zur ehemaligen Großherzoglichen Hofmeierei, dem heutigen Hofgut Oberfeld.

## Denkmalschutz
Die beiden Wohnhäuser der Meierei sind ein typisches Beispiel für den Fachwerkhausstil um das Jahr 1900 in Darmstadt.
Aus architektonischen und stadtgeschichtlichen Gründen sind die beiden Wohnhäuser ein Kulturdenkmal.